# 인천항부두관리공사
인천항부두관리공사(仁川港埠頭管理公社, Incheon Port Pier Management Corporation ; IPMC)는 인천항 공용부두의 화물관리 및 항만시설 관리를 전담하기 위하여 설립된 공공기관으로 인천항만공사의 자회사였다. 인천광역시 중구 서해로 201번길 (중구 항동7가 1번지)에 있었다.

## 설립 근거
- 항만법[5]

## 연혁
- 1972년 4월 28일 인천항부두관리협회 설립
- 1972년 6월 7일 보세구역 관리인 지정
- 1985년 3월 19일 인천항부두관리공사로 개편
- 1992년 2월 12일 항만관리법인 지정
- 2008년 1월 1일 항만경비보안업무 인천항보안공사로 이관
- 2009년 6월 30일 인천항부두관리공사 폐지[6]
- 2009년 7월 1일 공기업선진화 정책에 따라 주식회사 인천항여객터미널 신규 설립[7]
- 2013년 12월 23일 사단법인 인천항여객터미널관리센터 항만법인 설립
- 2016년 4월 7일 사단법인 인천항시설관리센터로 명칭 변경

## 같이 보기
- 부산항부두관리공사
- 인천항보안공사
- 인천지방해양수산청
- 한국항만협회
- 한국항만물류협회
- 한국항만기술단
- 한국항만연수원
- 한국해운중개업협회
- 한국해운조합